# Andrea Bertolacci
Andrea Bertolacci (Róma, 1991. január 11. –) olasz válogatott labdarúgó, 2021-től a török Kayserispor játékosa.

## Pályafutása

### Klubkarrier
Bertolacci az AS Roma akadémiáján kezdte pályafutását. 2010 januárjában kölcsönbe az akkor első osztályú Leccéhez került. Itt mutatkozott be az élvonalban, első gólját pedig a Juventus ellen szerezte. Az idény végén a kölcsönszerződését egy évvel meghosszabbították.
2011. november 20-án nevelőklubja ellen is betalált, majd az idény végén visszatért a fővárosi csapathoz. 2012 nyarán 1 millió euróért és Panagiotisz Tahcidisz játékjogáért cserébe a Genoához került. 
A 2014-2015-ös szezonban addigi legjobb teljesítményét nyújtotta. Alapembere lett klubjának és 34 bajnokin 6 gólt szerzett és nyolc gólpasszt adott, a Genoa pedig a hatodik helyen fejezte be a bajnokságot.
2015. június 29-én az AC Milan szerződtette 20 millió euróért.

### Válogatott

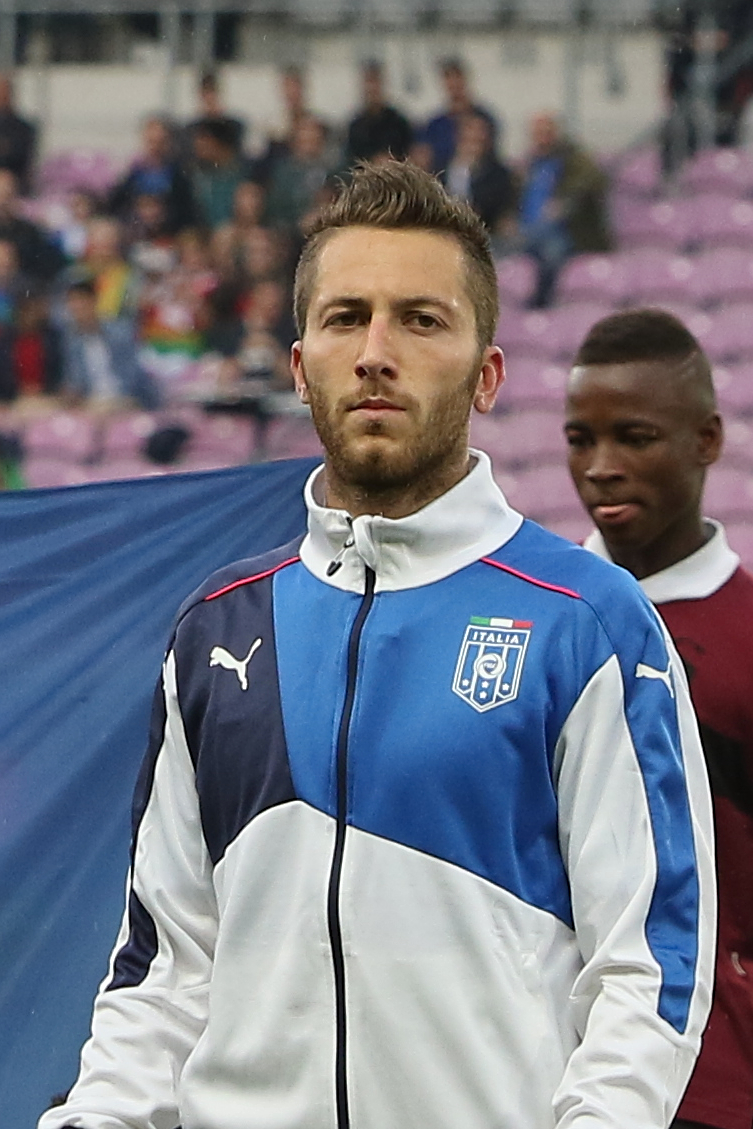
Bertolacci Olaszország színeiben 2015-ben

Három mérkőzésen lépett pályára a 2008-as U17-es Európa-bajnokság selejtezőjének elit körében, az olaszok azonban nem tudták kvalifikálni magukat a tornára.
2009-ben már az egy évvel idősebbek, az U19-esek között bizonyíthatott. A 2010-11-es szezonban pályára lépett az U20-as korosztály számára kiírt Négy Nemzetek Tornáján.  
2011 áprilisában kapta első meghívóját az U21-es válogatottba, egy sérülés miatt azonban csak augusztusban tudott pályára lépni.  
Részt vett a 2013-as U21-es Európa-bajnokságon, ahol a döntőben kaptak csak ki a spanyoloktól, azonban Bertolacci a csoportmérkőzések után már nem lépett pályára.
Antonio Conte hívta meg először a nagy válogatottba, 2014. november 18-án Albánia ellen debütált.

## Játékstílusa
A ballábas Bertolacci egy gyors, sokoldalú, sokat dolgozó középpályás, akit a középpálya bármelyik posztján lehet játszatni, támadásban és védekezésben is hasznos játékos.

## Statisztika

### Klub
2016. május 14-én frissítve
| Klub           | Szezon         | Bajnokság     | Bajnokság | Olasz Kupa    | Olasz Kupa | Nemzetközi kupa | Nemzetközi kupa | Egyéb         | Egyéb | Összesen      | Összesen |
| Klub           | Szezon         | Pályára lépés | Gólok     | Pályára lépés | Gólok      | Pályára lépés   | Gólok           | Pályára lépés | Gólok | Pályára lépés | Gólok    |
| -------------- | -------------- | ------------- | --------- | ------------- | ---------- | --------------- | --------------- | ------------- | ----- | ------------- | -------- |
| Lecce          | 2009–10        | 6             | 0         | 0             | 0          | –               | –               | –             | –     | 6             | 0        |
| Lecce          | 2010–11        | 9             | 3         | 1             | 1          | –               | –               | –             | –     | 10            | 4        |
| Lecce          | 2011–12        | 28            | 3         | 0             | 0          | –               | –               | –             | –     | 28            | 3        |
| Lecce          | Összesen       | 43            | 6         | 1             | 1          | –               | –               | –             | –     | 44            | 7        |
| Genoa          | 2012–13        | 29            | 4         | 0             | 0          | –               | –               | –             | –     | 29            | 4        |
| Genoa          | 2013–14        | 25            | 2         | 1             | 0          | –               | –               | –             | –     | 26            | 2        |
| Genoa          | 2014–15        | 34            | 6         | 1             | 0          | –               | –               | –             | –     | 35            | 6        |
| Genoa          | Összesen       | 88            | 12        | 2             | 0          | –               | –               | –             | –     | 90            | 12       |
| Milan          | 2015–16        | 27            | 1         | 3             | 0          | –               | –               | –             | –     | 30            | 1        |
| Milan          | Összesen       | 27            | 1         | 3             | 0          | –               | –               | –             | –     | 30            | 1        |
| Karrier összes | Karrier összes | 158           | 19        | 6             | 1          | –               | –               | –             | –     | 164           | 20       |

### Válogatott szereplés
2015. október 13-án frissítve
| Olaszország | Olaszország | Olaszország |
| Év          | Mérkőzés    | Gólok       |
| ----------- | ----------- | ----------- |
| 2014        | 1           | 0           |
| 2015        | 4           | 0           |
| Összesen    | 5           | 0           |